# Viewndow

Pinaview installato su un computer

Viewndow (ridistribuito anche con il nome Pinaview) è un programma potenzialmente indesiderato (PUP) e adware per Windows.
Il software è pubblicizzato come uno strumento utile e leggero che consente agli utenti di fissare le finestre delle applicazioni e si comporta come un browser hijacker, dirottando pagine web e modificando il motore di ricerca predefinito dei browser web.
Inoltre, Viewndow contiene l’SDK GlobalHop, che crea nodi di uscita nei dispositivi infetti; Questi nodi di uscita sono poi venduti da GlobalHop Ltd. ad aziende che offrono ai loro clienti servizi proxy e VPN.
Questo programma è spesso fornito in bundle insieme ad altri programmi e PUP. Viewndow dispone di molteplici metodi di persistenza, come la creazione di più voci nel registro di sistema e l'aggiunta ai programmi di avvio.
Viewndow non ha un'interfaccia grafica vera e propria, piuttosto un'icona nella traybar. Cliccando questa icona appaiono dei pulsanti, incluso uno per fissare e sfissare le finestre, uno per configurare le impostazioni dell'app, ecc.
Quando l’applicazione viene disinstallata, le maggior parte delle voci di registro e i file creati da essa rimangono nel sistema.
È correlato ad altri programmi potenzialmente indesiderati che contengono lo stesso SDK, come Walliant (programma che cambia automaticamente lo sfondo del desktop ogni 24h), Taskbarify (programma che permette agli utenti di personalizzare la barra delle applicazioni), RestMinder (programma che ricorda agli utenti di prendersi una pausa dal proprio computer dopo un periodo di tempo preimpostato), ecc.